# Christopher Sullivan
Christopher (Chris) Sullivan (nacido el 18 de abril de 1965 en San José, California) es un exfutbolista estadounidense.
Jugó alrededor de 10 años en clubes de Francia, Hungría, Suecia, Dinamarca, Alemania, México y en su país, pero sin tener mucha continuidad. Fue internacional con la selección estadounidense y disputó 19 partidos y marcó 2 goles. Además, integró el equipo nacional en la Copa Mundial de 1990 donde actuó en 2 juegos.

## Trayectoria
| Club                      | País           | Año       |
| ------------------------- | -------------- | --------- |
| US Joué-lès-Tours         | Francia        | 1987–1988 |
| Le Touquet-Paris-Plage    | Francia        | 1988–1989 |
| Orlando Lions             | Estados Unidos | 1989      |
| Győri ETO FC              | Hungría        | 1989–1990 |
| Landskrona BoIS           | Suecia         | 1990      |
| Brøndby IF                | Dinamarca      | 1992      |
| Hertha de Berlín          | Alemania       | 1992–1993 |
| Yucatán                   | México         | 1994–1995 |
| San Francisco Bay Diablos | Estados Unidos | 1995      |
| Győri ETO FC              | Hungría        | 1996–1997 |
| San Jose Clash            | Estados Unidos | 1997      |